# SN 2010O
SN 2010O – supernowa typu Ib odkryta 24 stycznia 2010 roku w galaktyce NGC 3690. W momencie odkrycia miała maksymalną jasność 15,60m.